# Cerco de Martirópolis (531)
O Cerco de Martirópolis de 531 foi conduzido pelas tropas sassânidas lideradas pelos generais Aspebedes, Canaranges e Mermeroes. O cerco foi mal-sucedido, pois a força de alívio bizantina liderada por Hermógenes e Sitas conseguiu convencer os sitiadores a desistirem do empreendimento. Essa decisão também foi tomada porque o xá sassânida Cavades I faleceu repentinamente.

## Contexto
Desde 525, após o fracasso das negociações entre os Impérios Bizantino e Sassânida com intuito de assegurar a adoção de Cosroes I (r. 531–579), filho e sucessor do xá Cavades I, pelo imperador Justino I (r. 518–527), estes Estados e seus aliados mobilizaram-se. Conflitos ocorreram na Arábia e desde 526 a Transcaucásia e a Mesopotâmia foram palco de conflitos entre as potências. Os bizantinos sofreram vários revezes nas mãos dos persas nos anos subsequentes até sua vitória decisiva na Batalha de Dara na Mesopotâmia, e na Batalha de Satala na Armênia. Em 531, foram derrotados por um exército persa-lacmida em Calínico, mas venceram, sob o duque Bessas, um exército liderado por Gadar e Isdigerdes. Em retaliação, o xá enviou um grande exército liderado por Aspebedes, Canaranges e Mermeroes para cercar Bessas e seu co-comandante Buzes em Martirópolis.

## Cerco e rescaldo
Os persas sitiaram a cidade no outono. Eles cavaram uma trincheira e muitas minas e atacaram com força os sitiados, mas a guarnição, apesar de menor, manteve-se firme e repeliu os persas em combate. Um grande exército foi reunido em Amida e Hermógenes e Sitas conduziram-o para Atacas (32 quilômetros ao norte da cidade), onde chegaram em outubro; Zacarias Retórico menciona que o rei Bar Gabala (identificado com o gassânida Aretas V) participou da missão.
Nesse ponto as fontes divergem. Segundo João Malalas, ao ouvirem rumores da aproximação dos inimigos, os sassânidas levantaram cerco e retiraram-se. Segundo Procópio, bizantinos eram incapazes de ajudar a cidade com o exército de Amida e enviaram emissários oferecendo reféns para que os persas se retirassem enquanto as negociações de paz ocorriam. Os últimos aceitaram e Senécio e Martinho foram enviados. O cerco foi concluído em novembro ou dezembro.
A decisão dos persas foi tomada devido a morte de Cavades e a ascensão de Cosroes I (r. 531–579) e o espalhar de boatos de um ataque dos hunos sabires por um espião persa subornado pelos bizantinos; Zacarias complementa afirmando que a chegada do inverno interferiu na decisão. Os reféns bizantinos foram libertados depois que os emissários do imperador Justiniano (r. 527–565) chegaram a corte de Ctesifonte para discutir a paz em 532.